# Zaklada za istinu o Domovinskom ratu
Zaklada za istinu o Domovinskom ratu je zaklada čiji je glavni cilj financiranje obrane generala Ante Gotovine i ostalih hrvatskih optuženika na Haaškom sudu.
Zaklada je osnovana nakon brojnih inicijativa u domovini i iseljeništvu za pomoć u obrani hrvatskih generala. Formalni utemeljitelji su Dunja Zloić-Gotovina, stožerni brigadir Željko Hučić i načelnik općine Pakoštane Milivoj Kurtov.
Zaklada je osnovana je 16. siječnja 2006., s ciljem da se prikupi oko 20 milijuna dolara, kao protuteža proračunu Tužiteljstva MKSJ koje je također namjeravalo potrošiti oko 20 milijuna dolara u dokazivanju krivnje hrvatskih generala za ratne zločine. Zaklada je namjeravala prikupiti isti iznos da bi postigla uvjete osigranja jednako kvalitetne za obranu hrvatskim generalima. Dio sredstava za obranu generala dala je Vlada RH.
Zakladu za istinu o Domovinskom ratu vodi Upravno vijeće Zaklade. Zakladnici su u vijeće imenovali devet uglednika iz različitih područja javnog života domovinske i iseljene Hrvatske: pjevač Miroslav Škoro, bivši košarkaš Stojko Vranković, predsjednik Matice hrvatske Igor Zidić, neurokirurg Josip Paladino, američki poduzetnik Ilija Letica, odvjetnik Ivan Ćurković, poduzetnik iz Australije Marko Franović, odvjetnik Ante Župić, a na čelu Uprave bila je određena direktorica u Poštanskoj banci Dunja Vidošević.
Novac iz Zaklade koristio se za financiranje odvjetničkih timova, financiranje istraživanja o Domovinskom ratu i školovanje djece hrvatskih branitelja. Promociju Zaklade besplatno je vodila marketinška tvrtka Ivana Račana, sina predsjednika SDP-a Ivice Račana. Generalu Čermaku također je ponuđeno financiranje njegove obrane, ali on se zahvalio, kazavši da će sam moći financirati svoju obranu. Prve godine djelovanja Zaklade prikupljeno je 7,5 milijuna kuna. Približno 70 posto uplatile su ustanove i poduzeća, a ostatak privatne osobe. Oko 90 posto uplaćenog je iz Hrvatske, a ostatak iz dijaspore. Prema riječima predsjednika Vijeća Zaklade Ivana Ćurkovića najveći pojedinačni darovatelji do tad su bili NK Dinamo, grad Zadar, Croatia osiguranje d.d. te još neke tvrtke.

## Vanjske poveznice
- Zaklada za istinu
- Nogometni magazin  Arhivirana inačica izvorne stranice od 1. prosinca 2016. (Wayback Machine) Zaklada važnija od nogometa, 10. svibnja 2006.